# Szczur królowej
Szczur królowej (Rattus ranjiniae) – endemiczny gatunek ssaka z podrodziny myszy (Murinae) w obrębie rodziny myszowatych (Muridae), występujący w trzech małych enklawach na południowym skraju Półwyspu Indyjskiego.

## Zasięg występowania
Szczur królowej znany jest z zaledwie z kilku osobników złapanych na polach ryżowych w stanie Kerala, w pobliżu miejscowości Alappuzha, Thrissur i Thiruvananthapuram, w południowo-zachodnich Indiach.

## Taksonomia
Gatunek po raz pierwszy zgodnie z zasadami nazewnictwa binominalnego opisali w 1969 roku indyjscy zoolodzy V.C. Agrawal oraz D.K. Ghosal nadając mu nazwę Rattus ranjiniae. Holotyp pochodził z Thiruvananthapuram, w Kerali, w Indiach. 
Umiejscowienie R. ranjiniae w Rattus jest nierozstrzygnięte i nie zostało uwzględnione w żadnych badaniach filogenetycznych. Ten wyjątkowy gatunek może ostatecznie zostać włączony do innego rodzaju. Autorzy Illustrated Checklist of the Mammals of the World uznają ten takson za gatunek monotypowy.

### Etymologia
- Rattus: łac. rattus „szczur”[7].
- ranjiniae: dr. P.V. Ranjini, indyjska zoolożka, która odłowiła pierwsze okazy tego gatunku; w 1966 roku pracowała w Laboratorium Cytogenetyki na Wydziale Zoologii w Banaras Hindu University w Indiach[8].

## Morfologia
Długość ciała (bez ogona) 162–261 mm, długość ogona 187–232 mm, długość ucha 18–21 mm, długość tylnej stopy 44–47 mm; brak szczegółowych danych dotyczących masy ciała. Gryzoń ten wykazuje nietypowe cechy morfologiczne, niespotykane u innych przedstawicieli rodzaju Rattus, m.in. długie w stosunku do rozmiarów ciała pazury, bardzo długie i smukłe tylne nogi, długie rzędy trzonowców i wąską czaszkę. 

## Ekologia
Jest to zwierzę nocne, kopiące nory. Występuje na terenach rolniczych i podmokłych, od poziomu morza do 1000 m n.p.m.

## Populacja
Szczur królowej jest uznawany za gatunek zagrożony; ma mały i nieciągły obszar występowania, prawdopodobnie mniejszy niż 500 km². Populacja prawdopodobnie maleje; zagraża jej przekształcanie ziemi uprawnej pod zabudowę mieszkaniową, pestycydy i konkurencja ze strony szczura śniadego. R. ranjiniae nie jest chroniony, ustawa o ochronie przyrody z 1972 roku uznaje go za szkodnika.